# Ограничения на геоинформационные данные в Китае
В соответствии с национальным законодательством Китайской Народной Республики исключительное право на использование геоинформационных данных в стране имеют организации, получившими специальное разрешение от административного департамента по геодезии и картографии при Госсовете КНР. Вследствие этих административных ограничений несанкционированные работы, связанные с геоданными, наказываются штрафами, отсутствует геотегинговая информация на многих веб-камерах Китая, оснащённых чипами GPS, происходит неправильное совмещение уличных карт со спутниковыми картами в различных приложениях, а также вне правового поля оказываются краудсорсинговые картографические проекты, такие как OpenStreetMap.

## Законодательство
Согласно статьям 7, 26, 40 и 42 Закона Китайской Народной Республики о геодезии и картографии, частные геодезические и картографические работы являются незаконными на материковом Китае с 2002 года. Закон запрещает

публикацию без разрешения важной географической информации и данных о территориях, воздушном и водном пространстве, а также других морских районах, находящихся под юрисдикцией Китайской Народной Республики— Национальное управление геодезии, картографии и геоинформации Китая, Закон Китайской Народной Республики о геодезии и картографии
В статье 1 этого Закона говорится:

Настоящий Закон принят для усиления управления геодезической и картографической деятельностью, содействия её развитию и обеспечения того, чтобы она служила развитию национальной экономики, укреплению национальной обороны и прогрессу общества.
Штрафы за нарушение Закона составляют от 10 000 до 500 000 юаней (от $1447 до $72 359). Иностранные лица или организации, желающие вести соответствующие работы, должны создать совместное китайско-иностранное предприятие.
В период с 2006 по 2011 год власти КНР расследовали порядка 40 дел, связанных с нарушением Закона о геодезии и картографии. В СМИ появлялись сообщения о преследовании в Китае компаний за незаконную деятельность по работе с геоданными:
- 7 марта 2007 года — оштрафованы японские и корейские ученые; совместное предприятие Weihai наняло иностранных геодезистов без одобрения правительства[5]
- 25 марта 2008 года — Государственное бюро геодезии и картографии Китая принимает меры в отношении некоторых из 10 000 веб-сайтов, публикующих карты в Китае, в большинстве случаев без разрешения[6].
- 6 января 2009 года — китайские власти оштрафовали британских студентов за «незаконную картографическую деятельность»[7].
- 2010 год — китайские власти принимают жесткие меры против незарегистрированных или незаконных 42 000 поставщиков онлайн-карт, предоставляющих недостоверную информацию и способствующих утечкам государственной тайны. Новые стандарты требуют, чтобы все поставщики онлайн-карт держали сервера для хранения картографических данных внутри Китая[8]
- 14 марта 2014 года — Coca-Cola обвиняется в незаконном картографировании[9].
- Как следствие, основные производители цифровых фотоаппаратов, включая Panasonic, Leica, FujiFilm, Nikon и Samsung, ограничили информацию о местоположении в Китае[10].

OpenStreetMap, краудсорсинговый проект по созданию карты мира, сообщал, что «частные геодезические и картографические работы в Китае незаконны».

## Системы координат
Техническая обработка геоинформационных данных должна применяться к электронным навигационным картам перед публикацией, продажей, распространением и использованием.— GB 20263―2006 "Основные процессы безопасности для электронных навигационных карт», 4.1
Китайские правила требуют, чтобы официальные поставщики картографических услуг в Китае использовали специальную систему координат, называемую GCJ-02. Baidu Maps использует ещё одну систему координат — BD-09, которая, по-видимому, основана на GCJ-02.

### GCJ-02
GCJ-02 (в просторечии «координаты Марса», официально кит. 地形 图 非线性 保密 处理 算法; букв. «Алгоритм нелинейной конфиденциальности топографической карты») — датум, утверждённый Государственным бюро геодезии и картографии Китая и основанный на модели WGS 84. Эта система использует алгоритм размытия данных, который добавляет случайные смещения к данным о широте и долготе объектов в интересах национальной безопасности. За использование этого обязательного алгоритма в Китае взимается лицензионный сбор.
Маркер с координатами GCJ-02 будет корректно отображаться на карте, составленной в этой системе координат, однако если маркер WGS-84 (например, местоположение GPS) размещён на карте GCJ-02, или наоборот, смещения могут достигать величины от 100 до 700 метров от его фактического местоположения. При этом карта улиц на Google.com смещена на 50-500 метров от спутниковых снимков, а карта Google.cn — нет. Сервис Yahoo! Maps отображает карту улиц без серьёзных ошибок по сравнению со спутниковыми изображениями. MapQuest также накладывает данные OpenStreetMap с достаточной точностью.
Несмотря на секретность, окружающую алгоритм размытия данных в GCJ-02, существует несколько проектов с открытым исходным кодом, которые обеспечивают преобразование между GCJ-02 и WGS-84 для ряда языков программирования, включая C#, C, Go, Java, JavaScript, PHP, Python, R и Руби. Возможно, что эти проекты основаны на взломанном коде, позволяющем частично переводить WGS в GCJ-координаты. Другие решения для преобразования включают интерполяцию координат на основе регрессии из набора данных Google China и координат спутниковых снимков. Попытка У Юнчжэна с использованием анализа быстрого преобразования Фурье дала результат, очень похожий на утечку кода.
Используя взломанный код, GCJ-02 использует параметры из референц-эллипсоида Красовского. Параметры использовались для расчета длины градуса широты и долготы, поэтому смещения в метрах, рассчитанные ранее, могут быть преобразованы в градусы для входных координат модели WGS-84.

### BD-09
BD-09 — система географических координат, используемая Baidu Maps, добавляющая дополнительное размывание данных в GCJ-02 «для лучшей защиты конфиденциальности пользователей». Baidu предоставляет API для преобразования координат Google или GPS (WGS-84), GCJ-02, BD-09, MapBar или 51ditu в координаты Baidu или GCJ-02. В соответствии с требованиями китайского законодательства, API для преобразования координат в WGS-84 отсутствует, но существуют реализации с открытым исходным кодом на R и других языках программирования.

### Обратное преобразование
Повидимому, система GCJ-02 использует несколько высокочастотных шумов в форме {\displaystyle 20n\sin {}(180k\times lat_{rad})}, эффективно генерируя трансцендентное уравнение и тем самым устраняя аналитические решения. Однако «обратные» преобразования с открытым исходным кодом используют свойства GCJ-02, заключающиеся в том, что преобразованные координаты не слишком отличаются от WGS-84 и в основном монотонны относительно соответствующих координат WGS-84:
```
from
 
typing
 
import
 
Callable

# Represent coordinates with complex numbers for simplicity

coords
 
=
 
complex

# Coords-to-coords function

C2C
 
=
 
Callable
[[
coords
],
 
coords
]

def
 
rev_transform_rough
(
bad
:
 
coords
,
 
worsen
:
 
C2C
)
 
->
 
coords
:

    
"""Roughly reverse the ``worsen`` transformation.

    Since ``bad = worsen(good)`` is close to ``good``,

    ``worsen(bad) - bad`` can be used to approximate ``bad - good``.

    First seen in eviltransform.

    """

    
return
 
bad
 
-
 
(
worsen
(
bad
)
 
-
 
bad
)

def
 
rev_transform
(
bad
:
 
coords
,
 
worsen
:
 
C2C
)
 
->
 
coords
:

    
"""More precisely reverse the ``worsen`` transformation.

    Similar to ``rev_transform_rough``,

    ``worsen(a) - worsen(b)`` can be used to approximate ``a - b``.

    First seen in geoChina/R/cst.R (caijun 2014).

    Iteration-only version (without rough initialization) has been known

    since fengzee-me/ChinaMapShift (November 2013).

    """

    
eps
 
=
 
1e-6

    
wgs
 
=
 
rev_transform_rough
(
bad
,
 
worsen
)

    
improvement
 
=
 
99
 
+
 
99
j
  
# dummy value

    
while
 
abs
(
improvement
)
 
>
 
eps
:

        
improvement
 
=
 
worsen
(
wgs
)
 
-
 
bad

        
wgs
 
=
 
wgs
 
-
 
improvement

    
return
 
wgs

```

По имеющимся данным, грубый метод даёт точность в 1-2 метра для wgs2gcj, в то время как точный метод (метод простой итерации) позволяет получить «сантиметровую точность» за два вызова функции forward. Поскольку эти два свойства обеспечивают некоторую базовую функциональность системы координат, маловероятно, что методы будут изменены с новыми системами координат. Преобразование кода BD в GCJ во многом походит на грубый метод, за исключением того, что он сначала удаляет явно примененный постоянный сдвиг на ~ 20 угловых секунд по обеим координатам и работает в полярных координатах, аналогично прямой функции.
Установление рабочих методов преобразования в обоих направлениях в значительной степени приводит к устареванию наборов данных для отклонений, упомянутых ниже.

## Проблема смещения GPS-координат
Проблема смещения GPS-координат в Китае возникающих из-за разницы между датумами GCJ-02 и WGS-84. GPS-координаты выражаются с использованием стандарта WGS-84, и при нанесении на карты улиц Китая, выраженных в координатах GCJ-02, возникает расхождение на значительную (часто более 500 метров) и при этом переменную величину. В связи с этим авторизованные поставщики услуг по геолокации и цифровых карт (такие как AutoNavi или NavInfo) обязаны приобрести алгоритм «коррекции смещения», который позволяет корректно отображать GPS-координаты на местной карте. Спутниковые изображения и пользовательские наборы данных карт улиц, например из OpenStreetMap, также отображаются правильно, поскольку они были собраны с помощью GPS-устройств (хотя технически это незаконно).
Некоторые поставщики картографического контента, такие как Here, также предпочитают смещать свой слой спутниковых изображений, чтобы он соответствовал карте улиц в координатах GCJ-02.
Google работает с китайской компанией location-based service AutoNavi с 2006 года, чтобы иметь возможность применять свои карты в Китае. google.cn/maps (ранее Google Ditu) использует систему GCJ-02 как для своих карт улиц, так и для спутниковых изображений. Однако координаты в модели WGS-84, сообщаемые браузером, отображаются некорректно. Напротив, google.com/maps использует данные GCJ-02 для карт улиц, но не смещает слой данных спутниковых снимков, который продолжает использовать координаты WGS-84, с тем преимуществом, что координаты WGS-84 можно всё равно правильно наложить на спутниковое изображение (но не на карту улиц). Google Планета Земля также использует WGS-84 для отображения спутниковых снимков.
Наложение GPS-треков на Google.com Maps и любые уличные карты, полученные с Google.com через его API, влечёт аналогичную проблему смещения отображения, потому что GPS-треки используют WGS-84, а карты Google.com используют GCJ-02. Об этой проблеме много раз сообщалось на форумах по продуктам Google с 2009 года, и для её решения появились сторонние приложения. Наборы данных со смещениями для большого количества китайских городов имеются в продаже. Наличие этой проблемы отмечалось с 2008 года, и её причины были неясны; первоначально ошибочно предполагалось, что в импортированных GPS-чипах был взломан код, что приводило к некорректному сообщению координат.

### Гонконг и Макао
В соответствии с принципом «Одна страна, две системы» законодательство материкового Китая не применяется в специальных административных районах (САР) Гонконг и Макао, поэтому там отсутствуют соответствующие ограничения по работе с геоданными и отсутствует проблема смещения GPS-координат. Однако на границе между САР и материковым Китаем данные, отображаемые на онлайн-картах, разорваны, и сдвинутые и правильные геоданные перекрываются. Это создает проблемы для пользователей, пересекающих границу, особенно для тех, кто не осведомлён об этой проблеме.